# Čas (revija)
Čas: znanstvena revija Leonove družbe je bila katoliška revija za kulturno-sociološka vprašanja. Izhajala je med letoma 1907 in 1942.
Bila je naslednik Mahničevega Rimskega katolika in Ušeničnikovega Katoliškega obzornika. Čas je izhajal največkrat v 10 št. na leto. Uredniki so bili A. Ušeničnik (13 letnikov), J. Srebrnič (1920-1924), F.K. Lukman, J. Mal, F. Stele (1924-1931), J. Fabijan, I. Ahčin in S. Gogala.
Pri reviji so sodelovali vsi vidnejši predstavniki katoliškega razumništva. Revija je bila znanstvena tribuna slovenskega katolicizma za vsa področja življenja. V drugi polovici dvajsetih let 20. stoletja je revija postala dokaj odprta in strpna, kljub temu pa je odločno nastopala proti liberalizmu, katoliškemu modernizmu, krščanskemu socializmu ter brezpogojno zavračala socializem in marksizem.